# Vojtech Tóth
Vojtech Tóth (16. listopadu 1938 Baka, Slovensko) je bývalý československý zápasník maďarské národnosti, účastník olympijských her 1960.

## Sportovní kariéra
Zápasení se začal aktivně věnovat v 16 letech při učení zámečníkem v komárenských docích. Od roku 1954 se připravoval v klubu Spartak pod vedením původem maďarského trenéra Istvána Meszese (slovensky Štefan Meszeš). V roce 1957 narukoval na vojnu do Bratislavy, kde se připravoval v klubu Rudá Hviezda. Po roce byl kvůli první lize převelen do Rudé Hvězdy v Praze.
V olympijském roce 1960 se vrátil do Bratislavy, kde v klubu TJ Dunajplavba působil jeho první trenér Meszes. Pod vedením Meszese byl vybrán do československé reprezentace vedené Karlem Boháčkem. V srpnu startoval jako první reprezentant slovenského zápasnického klubu na olympijských hrách v Římě. Do Říma přijel velmi dobře připravený. Od druhého kola však získával negativní klasifikační body. V pátém kole ho dosažením 7 negativních klasifikačních bodů vyřadil Maďar Imre Polyák. Obsadil konečné 6. místo.
V roce 1962 se přiženil do Česka do Duchcova nedaleko Teplic. Od této chvíle spojil svoji sportovní i trenérskou kariéru s teplickým zápasem. V Teplicích, tradičním ligovém týmu však začal výkonnostně stagnovat. V reprezentaci se začal specializovat na v Česku opomíjený zápas ve volném stylu. V roce 1964 ho svazové vedení československé reprezentace v čele s trenérem Antonínem Splítkem nenominovalo na olympijské hry v Tokiu.
V roce 1965 získal trenérskou licenci a věnoval se trenérské práci. Stále však aktivně zápasil za prvoligové Teplice. V roce 1969 ho naposledy trenér Ivan Kormaňák pozval do reprezentace. Sportovní kariéru ukončil v roce 1970.
Jako trenér vychoval několik reprezentantů. Mezi nejznámější patřil Miroslav Janota.

## Výsledky

### Řecko-římský styl
| Turnaj             | 1960 | 1961 | 1962 | 1963 | 1964 | 1965 | 1966 | 1967 | 1968 | 1969 |
| Turnaj             | 22   | 23   | 24   | 25   | 26   | 27   | 28   | 29   | 30   | 31   |
| Turnaj             | -62  | -62  | -63  | -63  | -63  | -63  | -63  | -63  | -63  | -62  |
| ------------------ | ---- | ---- | ---- | ---- | ---- | ---- | ---- | ---- | ---- | ---- |
| Olympijské hry     | 6.   |      |      |      | —    |      |      |      | —    |      |
| Mistrovství světa  |      | úč.  | —    | úč.  |      | —    | —    | —    |      | —    |
| Mistrovství Evropy |      |      |      |      |      | —    | —    | —    | —    | —    |

### Volný styl
| Turnaj             | 1960 | 1961 | 1962 | 1963 | 1964 | 1965 | 1966 | 1967 | 1968 | 1969 |
| Turnaj             | 22   | 23   | 24   | 25   | 26   | 27   | 28   | 29   | 30   | 31   |
| Turnaj             | -62  | -62  | -63  | -63  | -63  | -63  | -63  | -63  | -63  | -62  |
| ------------------ | ---- | ---- | ---- | ---- | ---- | ---- | ---- | ---- | ---- | ---- |
| Olympijské hry     | —    |      |      |      | —    |      |      |      | —    |      |
| Mistrovství světa  |      | 6.   | —    | úč.  |      | 6.   | —    | —    |      | —    |
| Mistrovství Evropy |      |      |      |      |      | ?    | —    | —    | —    | úč.  |

### Olympijské hry a mistrovství světa
| Olympijské hry a mistrovství světa                | Olympijské hry a mistrovství světa              | Olympijské hry a mistrovství světa              | Olympijské hry a mistrovství světa              | Olympijské hry a mistrovství světa              | Olympijské hry a mistrovství světa              | Olympijské hry a mistrovství světa              | Olympijské hry a mistrovství světa              | Olympijské hry a mistrovství světa              | Olympijské hry a mistrovství světa              | Olympijské hry a mistrovství světa              |
| Kolo                                              | Výsledek                                        | Bilance                                         | Soupeř                                          | Výsledek                                        | NKB                                             | ∑NKB                                            | Styl                                            | Datum                                           | Turnaj                                          | Místo                                           |
| 1965 Mistrovství světa do 63 kg ve volném stylu   | 1965 Mistrovství světa do 63 kg ve volném stylu | 1965 Mistrovství světa do 63 kg ve volném stylu | 1965 Mistrovství světa do 63 kg ve volném stylu | 1965 Mistrovství světa do 63 kg ve volném stylu | 1965 Mistrovství světa do 63 kg ve volném stylu | 1965 Mistrovství světa do 63 kg ve volném stylu | 1965 Mistrovství světa do 63 kg ve volném stylu | 1965 Mistrovství světa do 63 kg ve volném stylu | 1965 Mistrovství světa do 63 kg ve volném stylu | 1965 Mistrovství světa do 63 kg ve volném stylu |
| ------------------------------------------------- | ----------------------------------------------- | ----------------------------------------------- | ----------------------------------------------- | ----------------------------------------------- | ----------------------------------------------- | ----------------------------------------------- | ----------------------------------------------- | ----------------------------------------------- | ----------------------------------------------- | ----------------------------------------------- |
| 4. kolo                                           | prohra                                          | 9-4-10                                          | Takeo Morita (JPN)                              |                                                 |                                                 |                                                 | Zápas ve volném stylu                           | 1.-3. června 1965                               | Mistrovství světa                               | Manchester, Spojené království                  |
| 3. kolo                                           | prohra                                          | 9-4-9                                           | Jan Żurawski (POL)                              | tech. body                                      | 3                                               | 5                                               | Zápas ve volném stylu                           | 1.-3. června 1965                               | Mistrovství světa                               | Manchester, Spojené království                  |
| 2. kolo                                           | vítězství                                       | 9-4-8                                           | Ralph Casperson (CAN)                           | tech. body                                      | 1                                               | 2                                               | Zápas ve volném stylu                           | 1.-3. června 1965                               | Mistrovství světa                               | Manchester, Spojené království                  |
| 1. kolo                                           | vítězství                                       | 8-4-8                                           | Jacques Bressoud (FRA)                          | tech. body                                      | 1                                               | 1                                               | Zápas ve volném stylu                           | 1.-3. června 1965                               | Mistrovství světa                               | Manchester, Spojené království                  |
| 1963 Mistrovství světa do 63 kg v klasickém stylu |                                                 |                                                 |                                                 |                                                 |                                                 |                                                 |                                                 |                                                 |                                                 |                                                 |
| 2. kolo                                           | prohra                                          | 7-4-8                                           | Jošizumi Iwamuro (JPN)                          | tech. body                                      | 3                                               | 6                                               | Zápas řecko-římský                              | 1.-3. července 1963                             | Mistrovství světa                               | Helsingborg, Švédsko                            |
| 1. kolo                                           | prohra                                          | 7-4-7                                           | Gennadij Sapunov (URS)                          | tech. body                                      | 3                                               | 3                                               | Zápas řecko-římský                              | 1.-3. července 1963                             | Mistrovství světa                               | Helsingborg, Švédsko                            |
| 1963 Mistrovství světa do 57 kg ve volném stylu   |                                                 |                                                 |                                                 |                                                 |                                                 |                                                 |                                                 |                                                 |                                                 |                                                 |
| 4. kolo                                           | prohra                                          | 7-4-6                                           | ?                                               |                                                 |                                                 |                                                 | Zápas ve volném stylu                           | 30. května -2. června 1963                      | Mistrovství světa                               | Sofie, Bulharsko                                |
| 3. kolo                                           | remíza                                          | 7-4-5                                           | Karl Dodrimont (FRG)                            | tech. body                                      | 2                                               |                                                 | Zápas ve volném stylu                           | 30. května -2. června 1963                      | Mistrovství světa                               | Sofie, Bulharsko                                |
| 2. kolo                                           | remíza                                          | 7-3-5                                           | Karl-Heinz Gorny (GDR)                          | tech. body                                      | 2                                               |                                                 | Zápas ve volném stylu                           | 30. května -2. června 1963                      | Mistrovství světa                               | Sofie, Bulharsko                                |
| 1. kolo                                           | vítězství                                       | 7-2-5                                           | Balni, Baini (SAR)                              |                                                 |                                                 |                                                 | Zápas ve volném stylu                           | 30. května -2. června 1963                      | Mistrovství světa                               | Sofie, Bulharsko                                |
| 1961 Mistrovství světa do 62 kg v klasickém stylu |                                                 |                                                 |                                                 |                                                 |                                                 |                                                 |                                                 |                                                 |                                                 |                                                 |
| 3. kolo                                           | prohra                                          | 6-2-5                                           | Mustafa Hamíd (UAR)                             | loaptky                                         | 4                                               | 9                                               | Zápas řecko-římský                              | 6.-8. června 1961                               | Mistrovství světa                               | Jokohama, Japonsko                              |
| 2. kolo                                           | remíza                                          | 6-2-4                                           | Alírezá Gelíčchání (IRI)                        | tech. body                                      | 2                                               | 5                                               | Zápas řecko-římský                              | 6.-8. června 1961                               | Mistrovství světa                               | Jokohama, Japonsko                              |
| 1. kolo                                           | prohra                                          | 6-1-4                                           | Merab Gudušauri (URS)                           | tech. body                                      | 3                                               | 3                                               | Zápas řecko-římský                              | 6.-8. června 1961                               | Mistrovství světa                               | Jokohama, Japonsko                              |
| 1961 Mistrovství světa do 62 kg ve volném stylu   |                                                 |                                                 |                                                 |                                                 |                                                 |                                                 |                                                 |                                                 |                                                 |                                                 |
| 5. kolo                                           | prohra                                          | 6-1-3                                           | Hamíd Tavákkol (IRI)                            |                                                 |                                                 |                                                 | Zápas ve volném stylu                           | 3.-5. června 1961                               | Mistrovství světa                               | Jokohama, Japonsko                              |
| 4. kolo                                           | vítězství                                       | 6-1-2                                           | Yunus Pehlivan (TUR)                            | tech. body                                      | 1                                               | 5                                               | Zápas ve volném stylu                           | 3.-5. června 1961                               | Mistrovství světa                               | Jokohama, Japonsko                              |
| 3. kolo                                           | prohra                                          | 5-1-2                                           | Tamidži Sató (JPN)                              | tech. body                                      | 3                                               | 4                                               | Zápas ve volném stylu                           | 3.-5. června 1961                               | Mistrovství světa                               | Jokohama, Japonsko                              |
| 2. kolo                                           | vítězství                                       | 5-1-1                                           | Jan Żurawski (POL)                              | tech. body                                      | 1                                               | 1                                               | Zápas ve volném stylu                           | 3.-5. června 1961                               | Mistrovství světa                               | Jokohama, Japonsko                              |
| 1. kolo                                           | vítězství                                       | 4-1-1                                           | Soedradjata (INA)                               | lopatky                                         | 0                                               | 0                                               | Zápas ve volném stylu                           | 3.-5. června 1961                               | Mistrovství světa                               | Jokohama, Japonsko                              |
| 1960 Olympijské hry do 62 kg v klasickém stylu    |                                                 |                                                 |                                                 |                                                 |                                                 |                                                 |                                                 |                                                 |                                                 |                                                 |
| 5. kolo                                           | prohra                                          | 3-1-1                                           | Imre Polyák (HUN)                               | tech. body                                      | 3                                               | 7                                               | Zápas řecko-římský                              | 29.-31. srpna 1960                              | Olympijské hry                                  | Řím, Itálie                                     |
| 4. kolo                                           | vítězství                                       | 3-1-0                                           | Lee Allen (USA)                                 | tech. body                                      | 1                                               | 4                                               | Zápas řecko-římský                              | 29.-31. srpna 1960                              | Olympijské hry                                  | Řím, Itálie                                     |
| 3. kolo                                           | vítězství                                       | 2-1-0                                           | Mustafa Hamíd (UAR)                             | tech. body                                      | 1                                               | 3                                               | Zápas řecko-římský                              | 29.-31. srpna 1960                              | Olympijské hry                                  | Řím, Itálie                                     |
| 2. kolo                                           | remíza                                          | 1-1-0                                           | Elias Na'asán (LBN)                             | tech. body                                      | 2                                               | 2                                               | Zápas řecko-římský                              | 29.-31. srpna 1960                              | Olympijské hry                                  | Řím, Itálie                                     |
| 1. kolo                                           | vítězství                                       | 1-0-0                                           | Jean Schintgen (LUX)                            | lopatky                                         | 0                                               | 0                                               | Zápas řecko-římský                              | 29.-31. srpna 1960                              | Olympijské hry                                  | Řím, Itálie                                     |

### Mistrovství Evropy
| Mistrovství Evropy                               | Mistrovství Evropy                               | Mistrovství Evropy                               | Mistrovství Evropy                               | Mistrovství Evropy                               | Mistrovství Evropy                               | Mistrovství Evropy                               | Mistrovství Evropy                               | Mistrovství Evropy                               | Mistrovství Evropy                               | Mistrovství Evropy                               |
| Kolo                                             | Výsledek                                         | Bilance                                          | Soupeř                                           | Výsledek                                         | NKB                                              | ∑NKB                                             | Styl                                             | Datum                                            | Turnaj                                           | Místo                                            |
| 1969 Mistrovství Evropy do 62 kg ve volném stylu | 1969 Mistrovství Evropy do 62 kg ve volném stylu | 1969 Mistrovství Evropy do 62 kg ve volném stylu | 1969 Mistrovství Evropy do 62 kg ve volném stylu | 1969 Mistrovství Evropy do 62 kg ve volném stylu | 1969 Mistrovství Evropy do 62 kg ve volném stylu | 1969 Mistrovství Evropy do 62 kg ve volném stylu | 1969 Mistrovství Evropy do 62 kg ve volném stylu | 1969 Mistrovství Evropy do 62 kg ve volném stylu | 1969 Mistrovství Evropy do 62 kg ve volném stylu | 1969 Mistrovství Evropy do 62 kg ve volném stylu |
| ------------------------------------------------ | ------------------------------------------------ | ------------------------------------------------ | ------------------------------------------------ | ------------------------------------------------ | ------------------------------------------------ | ------------------------------------------------ | ------------------------------------------------ | ------------------------------------------------ | ------------------------------------------------ | ------------------------------------------------ |
| 4. kolo                                          | prohra                                           | 2-0-2                                            | ?                                                |                                                  |                                                  |                                                  | Zápas ve volném stylu                            | 19.-21. září 1969                                | Mistrovství Evropy                               | Sofie, Bulharsko                                 |
| 3. kolo                                          | prohra                                           | 2-0-1                                            | Petre Coman (ROU)                                |                                                  |                                                  |                                                  | Zápas ve volném stylu                            | 19.-21. září 1969                                | Mistrovství Evropy                               | Sofie, Bulharsko                                 |
| 2. kolo                                          | vítězství                                        | 2-0-0                                            | Pentti Ylinen (FIN)                              |                                                  |                                                  |                                                  | Zápas ve volném stylu                            | 19.-21. září 1969                                | Mistrovství Evropy                               | Sofie, Bulharsko                                 |
| 1. kolo                                          | vítězství                                        | 1-0-0                                            | Jacques Bressoud (FRA)                           |                                                  |                                                  |                                                  | Zápas ve volném stylu                            | 19.-21. září 1969                                | Mistrovství Evropy                               | Sofie, Bulharsko                                 |